# Copa Libertadores de Voleibol
A Copa Libertadores de Voleibol é uma competição de clubes de voleibol masculino idealizada pela Associação de Clubes da Liga Argentina de Voleibol (ACLAV) e pela Associação de Clubes de Voleibol (ACV), do Brasil, com a autorização da Confederação Sul-Americana de Voleibol (CSV). A sua primeira edição, realizada na temporada 2018-19, reuniu oito equipes do Brasil e da Argentina, quatro de cada, e teve como o seu primeiro campeão o Ciudad de Bolívar.

## História
A I Copa Libertadores de Voleibol foi realizada entre 29 de setembro de 2018 a 13 de fevereiro de 2019. Idealizada pela ACLAV, da Argentina, junto à ACV, do Brasil, reuniu oito equipes em busca de sua primeira taça. Pelo lado argentino definiu-se como participantes as equipes do UPCN Vóley, do Ciudad de Bolívar, do Ciudad de Buenos Aires e o do Libertad Burgi Vóley. Já pelo lado brasileiro, classificaram-se o Cruzeiro, o SESI-SP, o SESC-RJ e o Vôlei Taubaté.
As equipes foram divididas em dois grupos, com dois representantes de cada país. Dentro de cada grupo, as equipes disputaram entre si em duas séries com cinco partidas cada, em duas sedes diferentes, uma em cada país; os clubes do país anfitrião enfrentaram-se uma vez, as equipes estrangeiras não se enfrentaram, e houve confrontos internacionais, posteriormente. A fase final foi disputada em Taubaté, reunindo as equipes do Ciudad de Bolívar, SESC-RJ, SESI-SP e Vôlei Taubaté. O primeiro campeão veio da equipe argentina do Ciudad de Bolívar, que derrotou pelo placar mínimo o SESC-RJ. Na disputa de bronze, o SESI-SP derrotou o rival local no tie break. O cubano Yadrián Escobar, da equipe vencedora, foi eleito o MVP.
Em Buenos Aires, a II Copa Libertadores de Voleibol foi disputada por seis equipes entre os dias 28 de janeiro a 1 de fevereiro de 2020. O SESI-SP tornou-se o primeiro clube brasileiro a conquistar o título da competição ao derrotar o time argentino Bolívar Vóley. O jogador William Arjona foi premiado como melhor levantador e melhor jogador da competição.

## Quadro de medalhas por clubes
| Equipe            | Campeão | Vice-campeão | Terceiro lugar |
| ----------------- | ------- | ------------ | -------------- |
| Ciudad de Bolívar | 1       | 1            | 0              |
| SESI-SP           | 1       | 0            | 1              |
| SESC-RJ           | 0       | 1            | 1              |

## Quadro de medalhas por países
| Equipe    | Campeão | Vice-campeão | Terceiro lugar |
| --------- | ------- | ------------ | -------------- |
| Brasil    | 1       | 1            | 2              |
| Argentina | 1       | 1            | 0              |

## MVP por temporada
- 2018–19:  Yadrián Escobar ( Ciudad de Bolívar)
- 2020:  William Arjona ( SESI-SP)